# Альфаро, Роке
Роке Рауль Альфаро (исп. Roque Raúl Alfaro; 15 августа 1956, Ногоя) — аргентинский футболист, игрок сборной Аргентины.

## Карьера
Альфаро начал свою профессиональную карьеру в 1974 году в известном аргентинском клубе «Ньюэллс Олд Бойз», с которым в первом же сезоне стал чемпионом Аргентины. Он играл в этой команде до конца 1980 года и после перешёл в греческий «Панатинаикос».
Проведя один сезон в греческом чемпионате, Роке Альфаро переходит в колумбийскую «Америка (Кали)» и в течение трёх сезонов дважды становится чемпионом Колумбии.
После этого он возвращается в Аргентину и в период с 1984 по 1990 годы играет в составах «Ривер Плейт» и «Ньюэллс Олд Бойз». С этими командами Альфаро по одному разу выигрывает в чемпионате Аргентины.
В 1990 году он переходит в чилийский «О’Хиггинс» и, не добившись особых результатов за три сезона, завершает карьеру игрока.

## Сборная
Роке Альфаро в 1987 году сыграл пять матчей в составе сборной Аргентины, в том числе он принял участие в Кубок Америки 1987 года.

## Тренерская
Роке Альфаро сразу после окончания карьеры игрока начал заниматься тренерской работой. Среди клубов под его управлением были несколько клубов из Южной Америки, в том числе и те, за которые он до этого играл.
В январе 2014 года он был назначен техническим директором перуанского клуба «Сан-Симон» из города Мокегуа.

## Достижения
«Ньюэллс Олд Бойз»
- Метрополитано (1): 1974
- Чемпионат Аргентины по футболу (1): 1987/88

«Америка» (Кали)
- Чемпионат Колумбии по футболу (2): 1982, 1983

«Ривер Плейт»
- Чемпионат Аргентины по футболу (1): 1985/86